# Byrasandra, Malur
Byrasandra là một làng thuộc tehsil Malur, huyện Kolar, bang Karnataka, Ấn Độ.